# Рига (аеропорт)
Міжнародний аеропорт «Рига» (латис. Starptautiskā lidosta “Rīga”; IATA: RIX, ICAO: EVRA) — міжнародний аеропорт у столиці Латвії. Найбільший аеропорт у країнах Балтії.
Розташований у Марупському краї Латвії, за 13 км від центру Риги.
Є базовим аеропортом для авіакомпаній: 
- airBaltic,
- RAF-Avia,
- SmartLynx Airlines,
- Wizz Air.

## Історія
Побудований у Ризькому районі поблизу селища Скулте у 1973 році. Раніше як Ризький аеропорт використовували аеропорт Спілве та аеропорт у Румбуле.
Повна модернізація аеропорту та будівництво південної частини завершилось в 2001 році до святкування 800-річчя Риги. У 2006 році завершено будівництво північної частини терміналу, а також побудований сучасний ангар для технічного обслуговування та ремонту літаків.

## Авіалінії та напрямки
| Авіакомпанія                   | Пункт призначення |
| ------------------------------ | --- |
| Aeroflot                       | Москва-Шереметьєво |
| airBaltic                      | Амстердам, Барселона, Берлін-Тегель, Біллунн, Брюссель, Будапешт, Копенгаген, Дюссельдорф, Дублін, Франкфурт, Женева, Гетеборг, Гамбург, Гельсінкі, Калінінград, Київ-Бориспіль, Ларнака, Лієпая, Лісабон, Лондон-Гатвік, Львів, Мадрид, Малага, Мілан-Мальпенса, Мінськ, Москва-Шереметьєво, Мюнхен, Ніцца, Осло-Гардермуен, Паланга, Париж-Шарль де Голль, Прага, Рим-Фіумічіно, Ст Петербург, Стокгольм-Арланда, Таллінн, Тампере-Пірккала, Тбілісі, Тель-Авів, Турку, Відень, Вільнюс, Варшава-Шопен, Цюрих Сезонні:Абердин, Абу-Дабі, Алмати, Афіни, Бордо, Баку, Катанія, Дубровник, Гданськ, Казань, Кос (з 11 травня 2019), , Мальта, Менорка (з 12 травня 2019),, Одеса, Ольбія, Пальма-де-Мальорка, Попрад-Татри, Рейк'явік, Родос, Рієка, Зальцбург, Спліт, Сочі, Ставангер, Штутгарт, Салоніки, Венеція, Верона Сезонний чартер: Анкона, Анталія, Бургас, Іракліон, Араксос |
| Belavia                        | Мінськ |
| Blue Panorama Airlines         | Сезонний чартер: Нусі-Бе (з 23 травня 2019) |
| Corendon Airlines              | Сезонний чартер: Ханья (з 19 травня 2019) |
| Ellinair                       | Сезонний: Салоніки Сезонний чартер: Корфу, Іракліон |
| Finnair                        | Гельсінкі |
| Korean Air                     | Сезонний чартер: Сеул-Інчхон (з 24 травня 2019) |
| Laudamotion                    | Відень (з 27 жовтня 2019) |
| LOT Polish Airlines            | Варшава-Шопен |
| Lufthansa                      | Франкфурт |
| Norwegian Air Shuttle          | Копенгаген, Осло-Гардермуен, Стокгольм-Арланда, Тронгейм Сезонний: Берген |
| Ryanair                        | Бергамо, Барселона (з 28 жовтня 2019),, Берлін-Шенефельд, Бремен, Брюссель-Шарлеруа, Кельн/Бонн, Дублін, Східний Мідландс, Единбург, Франкфурт-Хан (завершення 26 жовтня 2019), Жирона (завершення 24 жовтня 2019), Лідс/Бредфорд, Лондон-Станстед, Мальта, Манчестер, Пафос, Прага Сезонний: Бремен (з 28 жовтня 2019) |
| Scandinavian Airlines          | Стокгольм-Арланда |
| SmartLynx Airlines             | Сезонний чартер: Анталія, Бергамо, Бургас, Корфу, Джерба, Енфіда (з 17 травня 2019), Мадейра, Іракліон, Лансароте, Ліон, Родос, Тенерифе-Південний, Тирана, Тиват, Варна |
| Turkish Airlines               | Стамбул-Аеропорт |
| Ukraine International Airlines | Київ-Бориспіль |
| Utair                          | Москва-Внуково |
| Uzbekistan Airways             | Ташкент |
| Wizz Air                       | Барселона, Барі, Берген, Донкастер/Шеффілд, Дортмунд, Ейндговен, Київ-Жуляни, Кутаїсі, Лондон-Лутон, Рейк'явік, Осло-Торп, Тель-Авів |

## Транспорт
- Міський автобус 22-го маршруту сполучає аеропорт з центром міста (вулиця Абренес). Інтервал руху — 10-30 хвилин [10]. Тривалість поїздки становить близько 30 хвилин. Квиток на одну поїздку купується у водія (ціна 2,00 євро) або в квитковому автоматі (1,15 євро).
- Airport Express мікроавтобус на виході з терміналу Е. Курсує щопівгодини. Шлях до центру Риги займає приблизно 20 хвилин.

## Сучасний стан
У 2005 році в Мюнхені на конгресі Європейської організації Міжнародної ради аеропортів Міжнародний аеропорт «Рига» визнаний найкращим в Європі в категорії тих, які обслуговують від 1 до 5 млн пасажирів на рік. Журі оцінює аеропорти з точки зору обслуговування пасажирів, літаків, заходів безпеки.
17 жовтня 2008 року завершені роботи з подовження злітно-посадкової смуги на 650 м — до 3,2 км. Тепер аеропорт може приймати фактично всі типи літаків.
У 2009 році Міжнародний аеропорт «Рига» вперше потрапив до «Топ-100» аеропортів світу по обслуговуванню міжнародних рейсів протягом тижня: за даними дослідницько-аналітичного видання ринку авіаційної індустрії OAG Aviation Solutions (OAG) розташувався на 98 позиції, прийнявши з 24 по 30 серпня 66427 пасажирів міжнародних рейсів, що вилітали з аеропорту.
| Позиція | Країна  | Аеропорт                                  | 2015      | 2014      | 2013      | 2012      | 2011      | 2010      | 2009      | 2008      | 2007      | 2006      | 2005      | 2004      |
| ------- | ------- | ----------------------------------------- | --------- | --------- | --------- | --------- | --------- | --------- | --------- | --------- | --------- | --------- | --------- | --------- |
| 1.      | Латвія  | Ризький міжнародний аеропорт              | 5,162,149 | 4,814,073 | 4,793,213 | 4,767,764 | 5,106,692 | 4,663,647 | 4,066,854 | 3,690,549 | 3,160,945 | 2,495,020 | 1,878,035 | 1,060,426 |
| 2.      | Литва   | Вільнюський міжнародний аеропрот          | 3,336,084 | 2,942,670 | 2,661,869 | 2,208,096 | 1,712,467 | 1,373,859 | 1,308,632 | 2,048,439 | 1,717,222 | 1,451,468 | 1,281,872 | 964,164   |
| 3.      | Естонія | Талліннський аеропорт імені Леннарта Мері | 2,166,663 | 2,017,291 | 1,958,801 | 2,206,791 | 1,913,172 | 1,384,831 | 1,346,236 | 1,811,536 | 1,728,430 | 1,541,832 | 1,401,059 | 997,941   |
| 4.      | Литва   | Каунаський міжнародний аеропорт           | 747,284   | 724,315   | 695,509   | 830,268   | 872,618   | 809,732   | 456,698   | 410,165   | 390,881   | 248,228   | 77,350    | 27,113    |
| 5.      | Литва   | Паланзький міжнародний аеропрт            | 145,441   | 132,931   | 127,890   | 128,169   | 111,133   | 102,528   | 104,600   | 101,586   | 93,379    | 110,828   | 94,000    | 76,020    |